# Kanon (novela visual)
Kanon (カノン Kanon?) es una novela visual japonesa creada por Key, lanzada el 4 de junio de 1999. La versión original, disponible primero para PC, fue calificada para adultos por su contenido erótico, aunque luego se lanzó una versión sin ese contenido el 7 de enero de 2000. Se han producido versiones subsecuentes para Dreamcast, PlayStation 2, y PlayStation Portable. Las versiones fueron relanzadas con soporte para Windows 2000/XP bajo el nombre de Kanon Standard Edition. También ha sido adaptado a otros medios. Hay dos series de mangas, una novela ligera y dos series de anime, la primera serie de anime tiene trece episodios que incluye un episodio OVA, producidos por el estudio de animación Toei Animation (quienes también produjeron la película de Air); La segunda serie de anime, fue producida por Kyoto Animation (la serie de Air y la serie de CLANNAD) con veinticuatro episodios.

## Argumento
Yuuichi Aizawa regresa a la ciudad de su infancia después de estar viviendo fuera 7 años, mudándose con su tía y su prima. Por alguna razón, Yuuichi ha perdido la memoria por lo que es incapaz de recordar a las personas que conoció y lo que vivió con ellas.

## Personajes
Yūichi Aizawa (相沢 祐一 Aizawa Yūichi?)
Voz por: Atsushi Kisaichi (2002), Tomokazu Sugita (2006)
Es una persona amistosa que a pesar de esto necesita aprender sobre la sensibilidad de las mujeres. Tanto en los videojuegos como en sus adaptaciones, es el protagonista.
Ayu Tsukimiya (月宮 あゆ Tsukimiya Ayu?)
Voz por: Yui Horie
Ayu es una pequeña, extraña y misteriosa chica que choca con Yūichi en el primer episodio. Suele estar con su mochila con alas y siempre habla utilizando el pronombre masculino boku (僕?). Es también reconocible por usar siempre la frase "Ugū!" (うぐぅ?), cuando está triste. 
Nayuki Minase (水瀬 名雪 Minase Nayuki?)
Voz por: Mariko Kouda
Nayuki es prima hermana de Yūichi; mudándose él a su casa. Siempre ha estado enamorada de él aunque no puede expresar sus sentimientos aún. A pesar de tener varios despertadores en su cuarto, tiene problemas para despertarse temprano.
Makoto Sawatari (沢渡 真琴 Sawatari Makoto?)
Voz por: Mayumi Iizuka
Es una muchacha que constantemente golpea a Yūichi. Ella ha perdido la memoria pero a pesar de esto ella está segura que lleva un resentimiento contra Yuichi desde que él estuvo por última vez en la ciudad.
Shiori Misaka (美坂 栞 Misaka Shiori?)
Voz por: Akemi Satō
Estudiante de primer año. Ha estado enferma y ausente por la misma razón de la escuela por un periodo extendido de tiempo.
Mai Kawasumi (川澄 舞 Kawasumi Mai?)
Voz por: Yukari Tamura
Es una estudiante de tercer grado en la misma escuela a la que asiste Yūichi. La conoce al verla en medio de la noche, en la escuela, esgrimiendo una espada y persiguiendo demonios.

## Novela visual
El modo de juego en Kanon sigue una historia lineal donde requiere de poca interacción del jugador mientras que la mayor parte de la duración del juego está centrada en leer el texto que aparece en la pantalla del juego que representa diálogos entre los diferentes personajes, los pensamientos internos del protagonista; aun así tiene mayor interactividad que la media. De vez en cuando, el jugador se llega a un "punto de decisión", al jugador se da la oportunidad de elegir entre varias opciones. El tiempo entre estos puntos de decisión es variable y puede ocurrir donde quiera a partir de un minuto a más.
Hay cinco historias principales, una para cada heroína de la historia. El jugador deberá nuevamente pasar el juego varias veces para poder observar cada una de ellas y a su vez elegir diferentes opciones en los puntos de decisión para avanzar en la trama en una dirección alternativa. Una de las metas de la versión original es la posibilidad de observar escenas hentai entre Yuichi y una de las heroínas teniendo relaciones sexuales. Meses después, Key relanzó dos ediciones de Kanon, retirando dicho contenido.
El juego fue desarrollado de forma tal que el jugador se enfoca en las relaciones de las cinco personajes femeninas principales. Se cree que el título se deriva del término musical "Canon"; la segunda adaptación televisiva se basa en esta asociación utilizando el Kanon D-dur de Pachebel, o "Canon en D", como pieza principal de ciertas instancias en la serie.

### Lanzamiento
Kanon fue presentado por primera vez al público japonés el 4 de junio de 1999, solo por CD-ROM en un PC. Ese año fue seguido por dos lanzamientos separados: una versión para todas las edades lanzada el 7 de enero de 2000 y la primera versión para consolas, la Sega Dreamcast, el 14 de septiembre de 2000. La segunda versión para consola fue lanzada el 28 de febrero de 2002, con un diferente diseño de la carátula. Luego de que el juego de PS2 vendiera suficientes unidades, 2 años después, el 22 de diciembre de 2004, se lanzó una versión.
La versión de Kanon Standard Edition fue lanzada el 26 de noviembre de 2004 con soporte para Windows 2000/XP en DVD-ROM. Solo ésta y la versión original contienen escenas pornográficas. El 28 de enero de 2005, se lanzó la misma versión para todas las edades y el 15 de febrero de 2007, una versión para PSP. La primera versión de la PSP venía con un DVD especial con un mensaje de 5 de los seiyūs y una versión recopilada del opening original del videojuego. Los cinco seiyūs del DVD son: Mariko Kōda como Nayuki Minase, Akemi Satō como Shiori Misaka, Mayumi Iizuka como Makoto Sawatari, Yūko Minaguchi como Akiko Minase, y Tomokazu Sugita como Yūichi Aizawa. Yui Horie como Ayu Tsukimiya estuvo en la introducción del DVD solamente.
En 2022, Key junto con PROTOTYPE anunciaron que el 20 de abril del 2023, la novela visual estará disponible para la consola de videojuegos Nintendo Switch en donde no habrá cambios en particular, pero según algunos dicen que la voz de Shiori Misaka (donde su actriz de voz es Akemi Satou) parece tener la voz de Akari Sato.

## Adaptaciones

### Novela ligera
Cinco volúmenes fueron escritos por Mariko Shimizu y publicados por la editora Paradigm entre diciembre de 1999 y agosto de 2000. El diseño estuvo a cargo de Itaru Hinoue, quien también realizó parte de la novela visual. Cada volumen, explica sobre cada personaje femenino tomando como título de libro, sencillos colocados en el juego designados para cada personaje. El primero fue Chica en la nieve (雪の少女 Yuki no Shōjo?, Nayuki), en diciembre de 1999. los siguientes fueron: Más allá de la sonrisa (笑顔の向こう側に Egao no Mukougawa ni?, Shiori), Prisión de chica (少女の檻 Shōjo no Ori?, Mai), El zorro y las uvas (Makoto) y Una ciudad soleada (日溜りの街 Hidamari no Machi?, Ayu).

### Manga
El primer manga fue distribuido mediante la revista Dengeki Daioh desde el 21 de octubre de 2000, hasta el 21 de mayo de 2002. La historia fue adaptada de una novela visual, ilustrada por Petit Morishima. Hay seis capítulos en total, tres por tankobon. Además, se agrega el prólogo en el primer volumen y el epílogo en el volumen dos, los otros cuatro capítulos se centran en cada personaje femenino: Shiori Misaka, Makoto Sawatari, Mai Kawasumi y Ayu Tsukimiya. Como Nayuki no posee un capítulo propio, la historia se altera, apareciendo ella donde también se encuentra Yūichi. El primer manga es diferente que la novela visual debido a que las historias de Shiori, Makoto, y Mai no están contadas en su totalidad. Cerca del final de cada una de estas historias fueron pensadas originalmente para dar al espectador respuestas, pero terminan muy prematuramente. Esto era debido a que el manga brinda más protagonismo a la historia de Ayu.
El segundo manga, titulado Kanon Honto no Omoi wa Egao no Mukōgawa ni (Kanon ホントの想いは笑顔の向こう側に?), fue editado entre el 29 de junio de 2006 y el 20 de octubre de 2007 en la revista Dragon Age Pure publicada por Fujimi Shobō. La historia también está basada en una novela visual, y fue ilustrada por Kensha Shimotsuki. Hay cinco capítulos en el volumen uno y cuatro en el segundo.

### Anime
Kanon fue adaptado a dos series de anime, la primera realizada en el 2002, seguida por un OVA en el 2003 y luego un remake en el 2006, incluyendo el OVA, hay 38 episodios relacionados con el Anime de Kanon.
La primera adaptación de Kanon fue realizada por Toei Animation, dirigida por Takamichi Itō y se emitió entre el 30 de enero de 2002 y 28 de marzo de 2002 en la cadena Fuji TV, con un total de 13 episodios. Se lanzó un OVA titulada Kanon Kazahana el 3 de mayo de 2003. 
La segunda adaptación fue realizada por Kyoto Animation, quienes también realizaron Air (Y posteriormente CLANNAD), Esta versión fue dirigida por Tatsuya Ishihara y se emitió entre el 5 de octubre de 2006 y el 15 de marzo de 2007 en la cadena BS-i. Se destaca el mismo reparto de seiyūs que la edición de 2002, salvo por Yūichi y Kuze Esta versión es más larga con un total de 24 episodios, once más que su predecesor y se ha actualizado la calidad de la animación. Esta segunda adaptación fue licenciada para su distribución en Norteamérica por Funimation Entertainment.

## Música
La primera adaptación de anime "Florescence" y "Flower" para los opening y ending respectivamente. Aunque no apareció en los primeros episodios o en la OVA, el ending del juego "Kaze no Tadoritsuku Basho" fue usado como el ending de las series en el episodio 13. Adicionalmente, el opening del juego "Last regrets" es puesto antes del final del episodio 13.
Al contrario del anime anterior, las canciones de fondo, opening y ending, todas ellas cantadas por AYANA, una antigua cantante de I've Sound, son las mismas que la del videojuego. Hay una canción especial que no apareció en el juego, pero si fue insertada en el episodio 16. Fue titulada "Last regrets -X'mas floor style-", cantada por Eiko Shimamiya, que al igual que los temas antes mencionados, forma parte del álbum de I've Sound, Regret. Otras canciones utilizadas de los álbumes lanzados son Anemoscope, Recollections and Re-feel.